# Manbidschoffensive
Die Manbidschoffensive (von der SDF Operation Martyr and Commander Faysal Abu Layla getauft) wurde 2016 von der Demokratischen Kräfte Syriens (SDF) gestartet, um den Islamischen Staat (IS) aus der Stadt und Region von Manbidsch in Nordsyrien zu vertreiben. Das Hauptziel war es die letzte Nachschubroute des IS in die Türkei und damit ins Ausland abzuschneiden. Über diesen Weg konnte der IS Attentäter in die Türkei und darüber hinaus nach Europa schleusen. Während der Offensive flogen die US-geführten Koalitionskräfte 55 Luftschläge gegen den IS. Nach der Eroberung der Stadt am 12. August erklärte die SDF, dass die Offensive bis zu vollständigen Eroberung des Umlandes weiter gehen werde, wobei dann die Türkei mit ihrer Operation Schutzschild Euphrat ab dem 24. August 2016 eine Ausbreitung der SDF verhinderte und so die Offensive faktisch zu Ende ging.

## Vorbereitungen

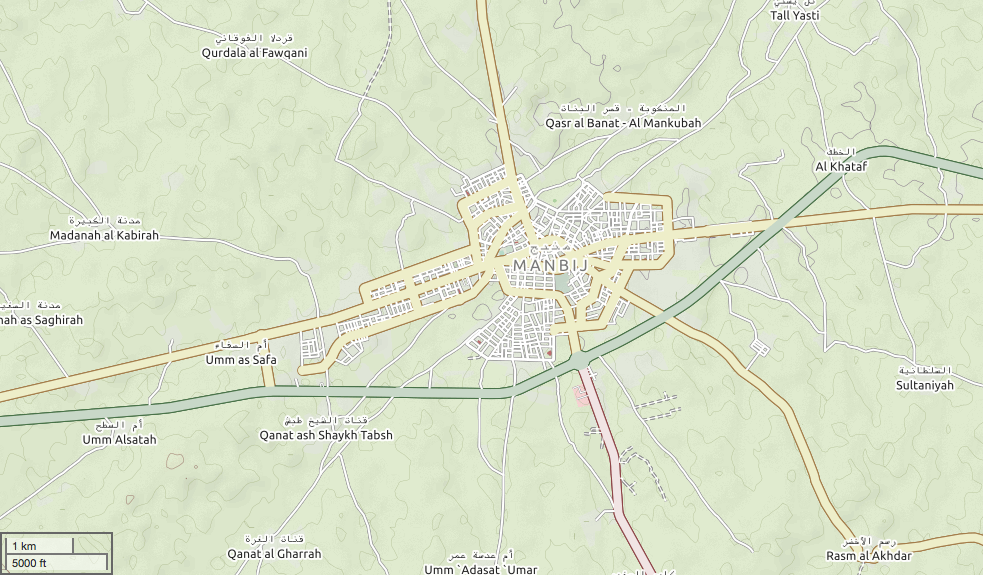
Stadtplan von Manbidsch

Im späten Dezember 2015 eroberte die SDF den Tischrin-Talsperre und überquerte so den Euphrat. Somit bildete sie einen Brückenkopf für Operationen Richtung Manbidsch. Für weitere Aktionen bildeten sich am 2. April aus sechs Fraktionen der SDF – ohne die YPG – der Manbidsch-Militärrat (Manbij Military Council). Die meisten Gruppen waren Teil der Katāʾib Schams asch-Schimāl, der Euphrat-Märtyrerbrigade, der Dschund al-Haramayn-Brigade und der Manbidsch-Turkmenenbrigade.
Am 3. April fragte die USA bei der Türkei um Unterstützung, doch die Türkei hatte zwei Bedingungen: Alle arabischen Kämpfer sollten die SDF verlassen, da diese von den Volksverteidigungseinheiten (YPG) und den Frauenverteidigungseinheiten (YPJ) angeführt werden. Die Türkei erachtet die YPG und YPJ als Terrororganisationen. Als zweite Bedingung sollte die USA durch Luftschläge auch protürkische Oppositionsgruppen unterstützen. Einen Tag später trafen laut türkischen Quellen amerikanische Militärberater und Geheimdienstmitarbeiter in der Türkei ein, um einen Plan zu entwerfen. Die Türkei lehnte eine Mitarbeit wegen der Involvierung der YPG ab und konnte auch keine Artillerieunterstützung anbieten, da Manbidsch zu weit von der türkischen Grenze lag. Trotzdem würden türkische Geheimdienst und Militär die Operation beobachten. Am Tag des Beginns der Offensive titelte die Washington Post "Ignoring Turkey, U.S. backs Kurds in drive against ISIS in Syria".
Am 5. April wurde in Sarrin von ehemaligen Einwohnern Manbidschs ein multiethnischer Stadtrat gegründet, der nach der Eroberung die Stadt verwalten soll. Dem Stadtrat standen der ehemalige Abgeordneter des syrischen Parlaments und Araber Scheich Farouk al-Maschi und der Kurde Salih Hadschi Mohammed vor.
Die USA sagte am 31. Mai die Unterstützung der Offensive durch Soldaten zu, die der SDF assistieren sollten. Über die Zusammensetzung der SDF gab es unterschiedliche Meinungen und Meldungen. Ein USA Sprecher sagte, dass die syrisch-arabischen Kämpfer die Stadt nach einem Sieg sichern werden. Am selben Tag, als die Offensive begann, erklärte der SOHR, dass die meisten Kämpfer der YPG angehören. Der türkische Präsident Recep Tayyip Erdoğan selber sagte, dass von den 3000 Kämpfern lediglich 450 YPG-Kämpfer seien. Darüber hinaus sagten zwei Sprecher der Koalition, dass arabische Kämpfer die Offensive anführen, während die Kurden diese unterstützen würden. Ein Bericht von lokalen Aktivisten besagte, dass 60 Prozent der Kämpfer selbst aus Manbidsch stammen. Dies wurde auch vom Manbidsch-Militärrat bestätigt.

## Offensive

### SDF erobert das östliche Umland
Am 31. Mai begann die Offensive, die von einer kleinen Zahl Spezialkräften der USA angeleitet wurde. Dabei ging der Vorstoß vom Brückenkopf bei Tischrin und Qara Qozak bei Sarrin aus. Die ehemalige Brücke bei Qara Qozak wurde nach der Schlacht um Kobane durch den IS zerstört. Hier bauten die Amerikaner mit Brückenlegepanzern eine provisorische Brücke.
Am 1. Juni eroberte die SDF Qalʿat Nadschm am westlichen Ufer des Euphrats und verband so beide Vorstoßrichtungen. Dadurch stand die SDF nur noch zwölf Kilometer von der Stadt entfernt.
Am 3. Juni wurde Abu Layla, ein führender Kommandeur des Manbidsch-Militärrats schwer verletzt. Er wurde daraufhin zur Behandlung nach Sulaimaniyya im Nordirak gebracht, wo er aber zwei Tage später seinen Verletzungen erlag. Daraufhin wurde im zu Ehren die Operation nach Abu Layla umbenannt. Zu diesem Zeitpunkt hatte die SDF innerhalb einer Woche etwa 50 Dörfer und 400 km² dem IS entrissen.

### Einkesselung
Am 4. Juni eroberte die SDF weitere acht Dörfer und schnitt die Verbindung zwischen Manbidsch und ar-Raqqa ab. Mit der Einnahme von Awn Dadat nördlich der Stadt am 5. Juni wurde auch die Verbindung nach Dscharabulus getrennt. Die SDF kesselte die Stadt ein, was dazu führte, dass der IS Kämpfer von anderen Fronten nach Manbidsch verlegte.
Einen Tag später flohen die ersten IS-Kämpfer samt Familien aus der Stadt. Kämpfer der SDF hatten sich zu diesem Zeitpunkt schon auf zwei Kilometer dem südlichen Stadtgebiet genähert. Den Abzug der IS-Kämpfer nutzten am 8. Juni syrische Oppositionelle um IS-Stellungen bei Mare' und Aʿzāz anzugreifen.

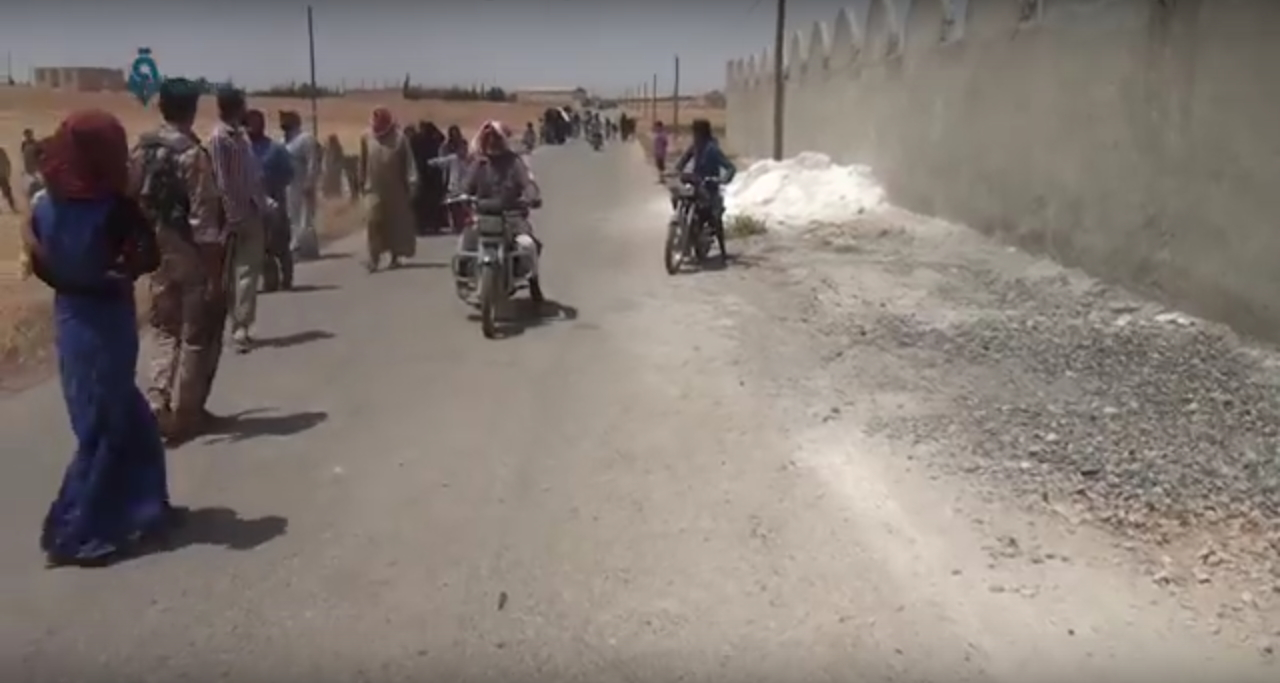
Zivilisten fliehen aus Manbidsch.

Am 9. Juni schloss die SDF die Einkesselung ab und unterbrach die letzte große Ausfallstraße von Manbidsch nach Aleppo. Dabei wurden nach Angaben der SOHR 49 IS-Kämpfer und ein SDF-Kämpfer innerhalb der letzten 36 Stunden getötet. Unter den Toten war auch der IS-Emir der Stadt Manbidsch namens Osama al-Tunisi samt Familie und Bodyguards. Al-Tunisi wurde durch Abu Khalid al-Tunisi ersetzt.
Am 10. Juni war die Stadt komplett eingekesselt, womit etwa 2000 IS-Kämpfer und tausende Zivilisten eingeschlossen waren. Westlich der Stadt konnte die SDF mehrere Kilometer Richtung Al-Bab vorrücken.
Der IS war damit nur noch in der Lage kleinere Gegenangriffe zu führen, so wurden eroberte Orte wieder an die SDF verloren. Der IS zog seine Kämpfer vom Umland in die Stadt zusammen. Am 14. Juni hatte die SDF 105 Dörfer und Gehöfte im Umland Manbidschs erobert und erste Luftschläge der Koalition trafen die Außenbezirke der Stadt. Ein Versuch des IS die Belagerung zu sprengen wurde am 15. Juni abgewehrt. Am 16. Juni konnte die SDF den Stadtbezirk Hatabat einnehmen, wobei der lokale IS-Chef der Religionspolizei Hisba namens Abu al-Hayjaa getötet wurde.
Im Westen der Stadt brachen am 17. Juni schwere Kämpfe aus, und die SDF eroberte in einer Nebenoperation die letzten verbliebenen IS-Dörfer im Umland. Zu diesem Zeitpunkt hatten sich einige arabische Stämme des Umlands der SDF angeschlossen.

### Kämpfe am Stadtrand
Am 18. Juni stand die SDF am westlichen Rand der Stadt zwei Kilometer von der Stadtmitte entfernt. Am nächsten Tag wurde die wichtige Kreuzung Al-Kitab im Westen erobert. Wenig später waren alle Dörfer um Manbidsch rum in den Händen der SDF. Das Vordringen in die Stadt wurde von Luftschlägen begleitet.
Am Morgen des 20. Juni versuchten IS-Kämpfer aus Al-Bab, Dscharabulus und Arihma den Belagerungsring zu sprengen, was aber unter großen Verlusten auf beiden Seiten scheiterte. Der IS ging nun daran mehrere Zivilisten aus der Umgebung nördlich von Aleppo zu verhaften, was Aktivisten befürchten ließ, dass diese als menschliche Schutzschilde missbraucht werden könnten. Am nächsten Tag brachen schwere Kämpfe um die Silos in Manbidsch aus. Laut der USA war der IS anscheinend bereit bis zum letzten Mann zu kämpfen. Am 23. Juni drangen SDF-Kämpfer auch südlich in die Stadt ein.

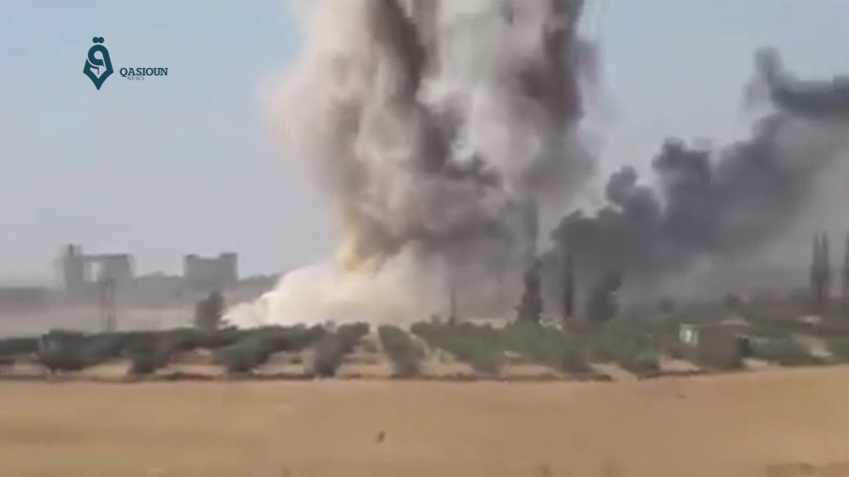
Explosionen in der Nähe der Silos im Süden der Stadt

Die Silos wurden am 24. Juni durch die SDF erobert. Zusätzlich wurde die Schariaschule des IS im Westen der Stadt eingenommen. Am nächsten Tag machte die SDF große Fortschritte und eroberte die nördlichen Nachbarschaften Al-Hawatimah und Al-Haram und Al-Hawani im Südwesten. Des Weiteren behauptete die SDF, dass die IS-Verteidigung im Süden der Stadt zusammengebrochen war und dass man nur noch einen Kilometer vom zentralen Marktplatz sei.
Der IS startete über Dscharabulus am 28. Juni wieder einen Angriff und wurde nach drei Stunden wieder zurückgeschlagen. Am gleichen Tag nahm die SDF das Gebäude des Verkehrsministeriums und Teile von Hazawna ein. Am nächsten Tag versuchte die SDF die Al-Matahin-Kreuzung zu kontrollieren, von wo sie dann in das Stadtzentrum vorrücken könnten. Der Vormarsch im Osten und Westen der Stadt wurde durch die unzähligen Sprengfallen und Minen verlangsamt. Zusätzlich dazu gab es noch Tunnelsysteme, durch die IS-Kämpfer Überraschungsangriffe hinter der Front starten konnten. Am 30. Juni nahm die SDF die Nachbarschaft Al-Asadiyê, woher Abu Layla stammt.

### Erste große Gegenoffensive des IS

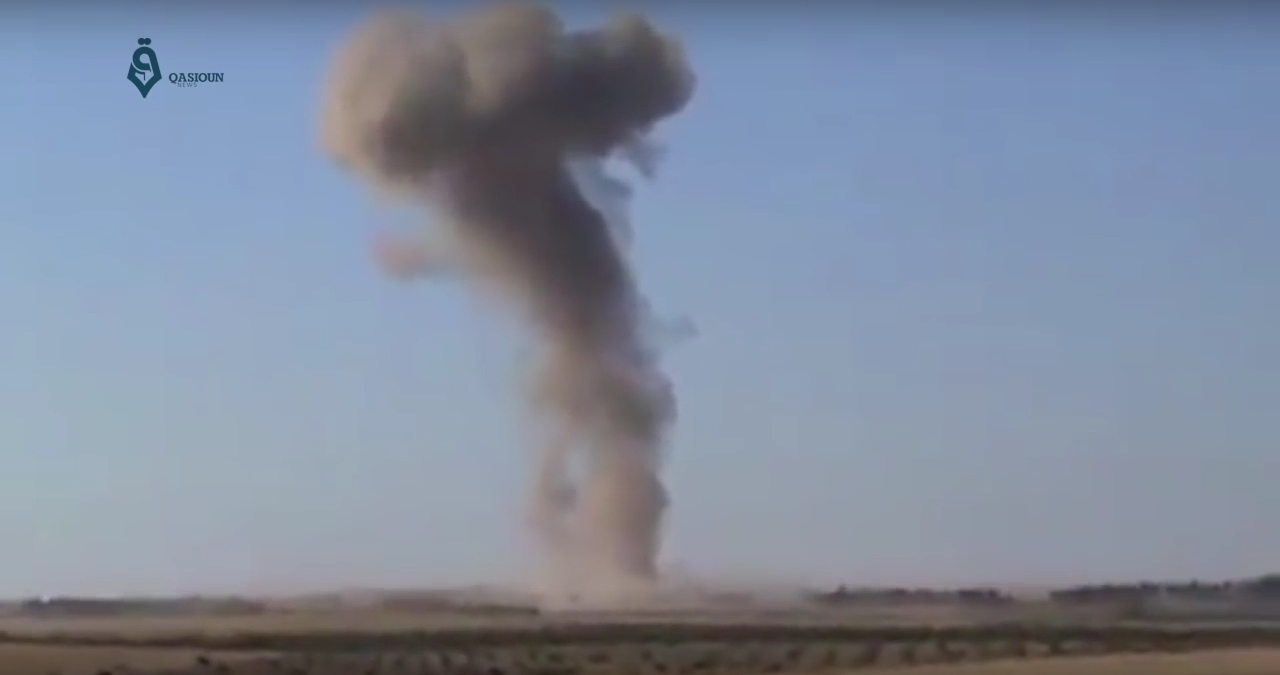
Eine Autobombe der IS wird mit einer Lenkrakete zerstört.

Am 1. Juli begann der IS eine Offensive, um die Belagerung zu brechen und ihre Kräfte aus der Stadt zu evakuieren. Sie griffen an allen Fronten an, wobei der Hauptangriff auf das Dorf Dadat im Norden Richtung Dscharabulus lag. Hier konnten die IS-Kämpfer erst nach schweren Kämpfen abgewehrt werden. Am nächsten Tag konnte der IS nach einem erneuerten Angriff Dadat einnehmen. Gleichzeitig begann der IS in Manbidsch mit einem Ausbruchsversuch und nahm die Nachbarschaft Jelawi in der nördlichen Stadt und das Dorf Khataf im Osten ein.
Am 3. Juli gab es unterschiedliche Berichte zur Offensive des IS. Während die ANF Agentur vermeldete, dass die SDF die Angriffe im Norden, Westen und Süden abgewehrt habe, berichtete al-Masdar News, dass der IS im Süden zwei Hügel und sieben Dörfer erobert habe. Das SOHR selbst vermeldete lediglich schwere Kämpfe mit hohen Verlusten auf beiden Seiten. Laut Reuters, das sich auf die SOHR bezog, waren alle IS-Angriffe vom 3. und 4. Juli abgewehrt worden. Die SDF selbst hatte aber in den letzten zehn Tagen innerhalb der Stadt kaum Geländegewinne, was teilweise an dem Verzicht schwerer Waffen wegen menschlicher Schutzschilde durch den IS lag.
Wenig später veröffentlichte der IS ein Video, das den Bruder Abu Laylas Yousif Abdo Sa'don als Gefangenen zeigte. Der gefolterte Yousif gab an, Teil der Katāʾib Schams asch-Schimāl zu sein und dass die SDF schwere Verluste im Kampf um die Stadt erlitten habe. Die SDF verneinte die Rolle Yousifs und gab an, dass er nur Zivilist sei. Währenddessen verlegte die SDF Kämpfer aus Kobani, al-Hasaka und Qamischli nach Manbidsch. In der Nacht vom 5. auf den 6. Juli ging der IS wieder in einen Angriff über, wurde aber dann wieder zurückgeschlagen. Es kam zu einer Pattsituation in der Stadt.

### Kämpfe im Westen Manbidschs und Stadtzentrum
Am 7. Juli war die SDF noch weiter vorgedrungen und war nach der Eroberung des Südwestens der Stadt nur noch einen Kilometer vom Stadtzentrum entfernt.
Am 9. Juli gingen die schweren Kämpfe weiter, besonders in der al-Hezwania Nachbarschaft, die größtenteils unter SDF-Kontrolle stand. Der amtierende IS-Emir Abu Khalid al-Tunisi wurde bei diesen Kämpfen getötet und durch Abu Omaar al-Muhajiri ersetzt. In den nächsten Tagen konzentrierten sich die Kämpfe auf die Viertel Sabaa Bahrat, al-Hezwania und das Watanî-Krankenhaus. Dabei kamen weitere hochrangige IS-Leute in Manbidsch um. Der IS startete am Sādschūrfluss westlich von Dadat am 11. Juli eine weitere Attacke, die wieder abgewehrt wurde.
Zwischen dem 11. und 13. Juli machte die SDF Fortschritte, indem sie das IS-Gebiet im Westen der Stadt in zwei Teile teilte und die kleinere Tasche dann größtenteils eroberte. Nach mehreren Tagen schwerer Kämpfe zog sich der IS unter hohen Verlusten aus Sabaa Bahrat und al-Hezwania zurück. Angesichts ihrer immer schlechteren Lage begannen die IS-Kämpfer mit der SDF über einen Abzug aus der Stadt zu verhandeln.

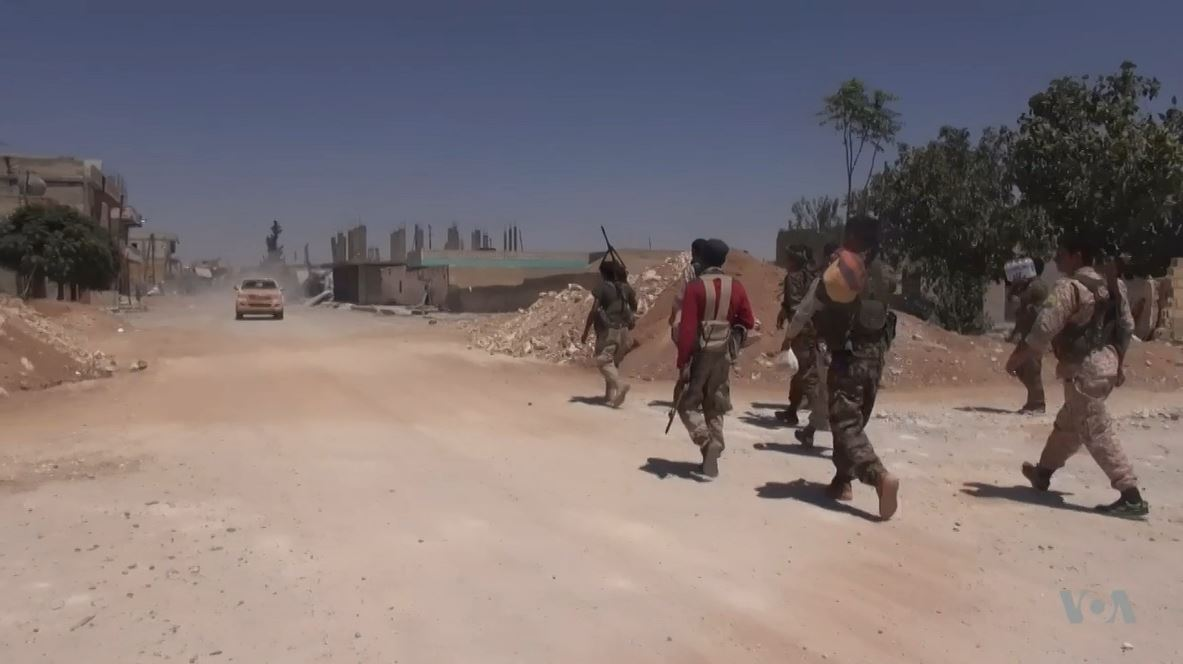
Die SDF rückt auf Manbidsch vor.

Am 16. Juli meldeten die Fars News Agency und später auch Reuters, dass die SDF das Watanî-Krankenhaus, welches als Kommandostützpunkt des IS diente, eingenommen habe. Während der nachfolgenden Kämpfe um das Krankenhaus herum und in den Nachbarschaften wurde ein US-Amerikaner mit dem Kampfnamen Heval Agir, der Mitglied der YPG war, getötet.
Am 18. und 19. Juli griff der IS von drei Seiten an, die Attacke im Norden am Sādschūr war misslang komplett forderte 111 Tote auf Seiten des IS. Im Süden allerdings konnte der IS den Berg Al-Aqra und die Dörfer Umm Al-Sirraj und Qarah Saghirah einnehmen.
Am 21. Juli stellte die SDF ein 48-Stunden-Ultimatum an den IS, um die Stadt nur mit leichten Waffen zu verlassen. Der IS ging nicht darauf ein. Der US-Armee Colonel und Sprecher der amerikanischen Streitkräfte in Syrien und Irak Christopher Garver sprach von sehr intensiven Kämpfen, die die Schlachten um Falludscha und Ramadi übertrafen. Am 22. Juli berichtete die SDF, dass 90 % der westlichen Stadt unter Kontrolle sei, wobei es noch vereinzelte Widerstände gebe. Eine Attacke des IS außerhalb der Belagerung am 24. Juli wurde unter schweren Kämpfen abgewehrt. Einen Tag später hatte die SDF das Viertel Bannawi komplett eingenommen und griff al-Kejeli an. Der IS platzierte bei seinem Rückzug aus dem Viertel viele Sprengfallen und Bomben.

### Zweite große Gegenoffensive des IS
Am 28. Juli griff der IS im Westen an und konnte laut eigener Aussage die Dörfer Yalanli, Qatwyran (Qurt Wiran), Qart, Al-Buwyr, Al-Jamousyah und Al-Dandaniyah erobern. Daraufhin wurden in Al-Buwyr 24 Zivilisten hingerichtet. Des Weiteren soll der IS den Stadtteil Bannawi zurückerobert haben. Die pro-kurdische Agentur ANHA (Hawar News Agency) verneinte die Eroberung der Dörfer und gab lediglich Kämpfe bei Bozgich und Misherfat im Nordwesten an. Darüber hinaus habe die SDF das Viertel al-Kejeli erobert.

### Kämpfe um die letzte Stellungen der IS und Eroberung der Stadt

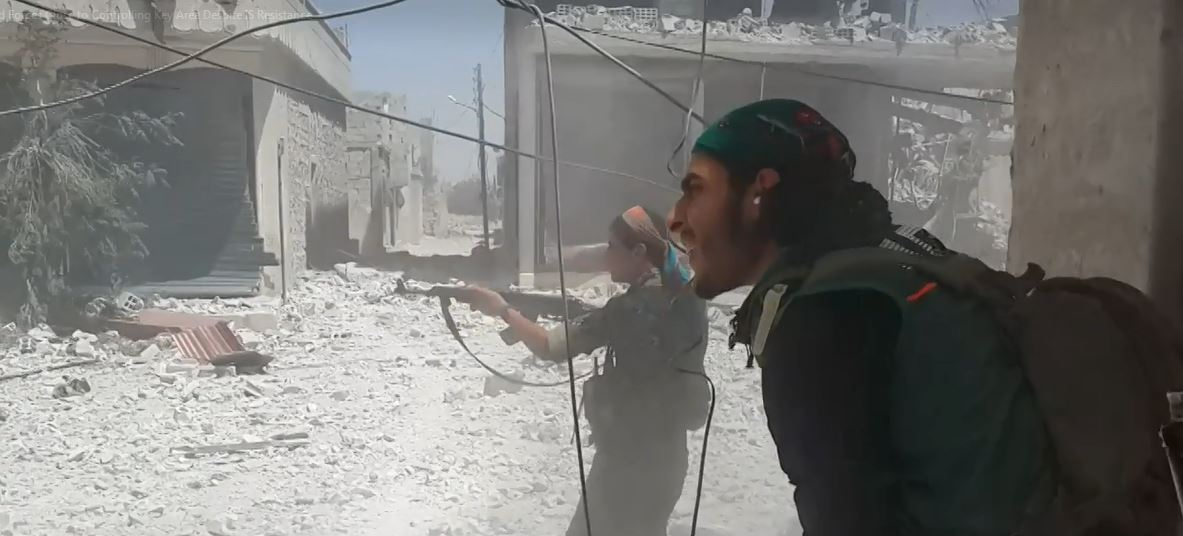
SDF-Kämpfer dringen Richtung Stadtzentrum vor.

Während der IS am 31. Juli seine Angriffe auf dem Lande fortsetzte, erreichte die SDF eine Reihe von Durchbrüchen in der Stadt selbst. SDF Kämpfer eroberten die Viertel Al-Na'imi und Mestosaf, die Ghasania-Schule und einen großen Teil der Al-Jazeera Straße. Laut SOHR hatte die SDF bis dahin 40 % von Manbidsch erobert, während Reuters berichtet, dass es 70 % sei, hauptsächlich im Westen, Osten und Norden der Stadt. Infolgedessen waren die IS-Streitkräfte meist auf die alten Viertel in der zentralen und südlichen Stadt beschränkt. Bis zu diesem Zeitpunkt waren 40.000 bis 50.000 der Zivilbevölkerung von Manbidsch aus der Stadt geflohen, wobei eine Anzahl von Einheimischen blieb und freiwillig mit der SDF arbeitete und mit der Ausbildung zum Kampf gegen den IS begonnen hatte. Irgendwann im Laufe des Juli wurde auch der prominente australische IS-Bataillonskommandant Ezzit Raad in der Stadt getötet.
Am 1. August eroberte die SDF das Dorf Jib Nashama südlich von Manbidsch. Am nächsten Tag gelang es den SDF-Kämpfern, die IS-Frontlinie in Manbidsch zu durchbrechen, und so den Bujiya-Kreisverkehr im Stadtzentrum und den Baschar-Kreisverkehr im Süden zu erobern. Die SDF-Fortschritte seit Ende Juli hatten die IS-Streitkräfte in Manbidsch auf eine Anzahl von isolierten Taschen reduziert, wobei verschiedene Nachrichtenagenturen behaupteten, dass die SDF 60–80 % der Stadt angenommen hatte. Am 3. August gab es noch bittere Kämpfe auf der Al-Jazeera-Straße, wo SDF-Kämpfer aus dem Norden und Süden versuchten, die IS-Truppen im Osten von der Innenstadt abzuschneiden, wohin sich die meisten IS-Streitkräfte begannen zurückzuziehen. Inzwischen leistete die isolierte IS-Gruppe im Gefängnis Tetbekat im westlichen Manbidsch weiterhin Widerstand. Es wurde auch berichtet, dass zwei weitere fremde YPG-Freiwillige im Zuge der Kämpfe in der Stadt getötet wurden: Dean Carl Evans, ein britischer Staatsbürger und Martin Gruden, ein slowenischer Staatsbürger.

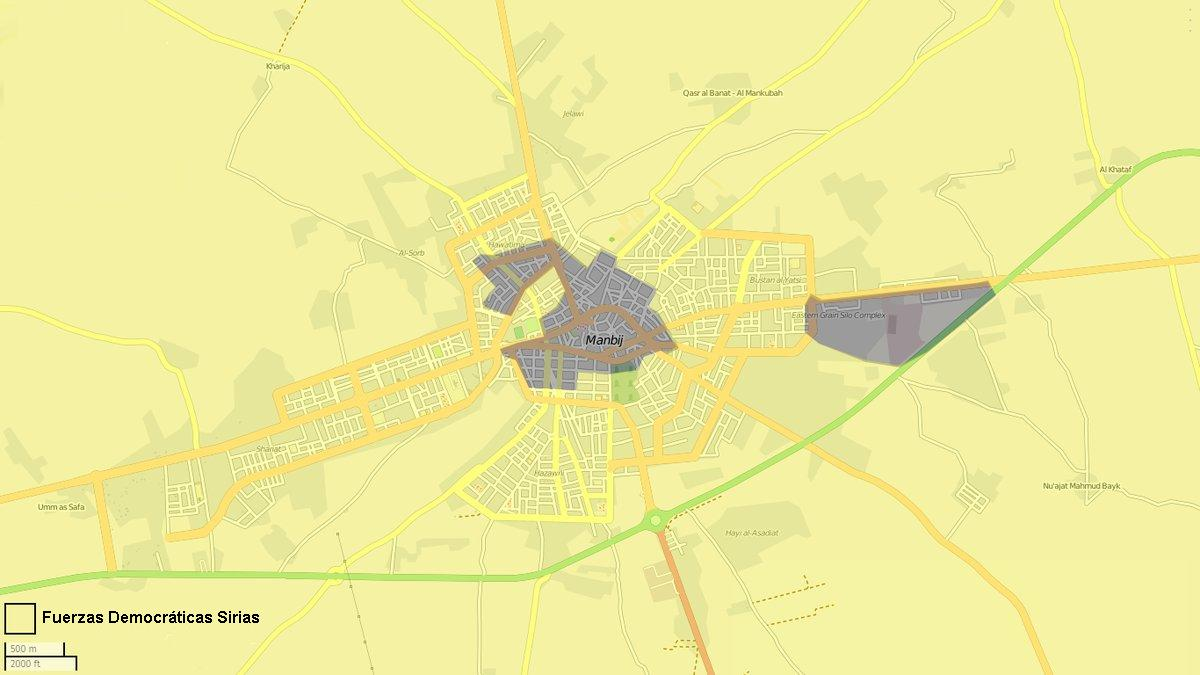
Situation am 5. August

SDF-Kämpfer setzten ihren Vormarsch in den folgenden Tagen weiter fort und eroberten das Dorf Mankuba außerhalb Manbidschs sowie den al-Hal-Markt, die al-Thor-Schule, die Sinaa- und al-Tal-Nachbarschaften in der Stadt selbst. Bis zum 5. August behauptete die SDF, 90 % der Stadt übernommen zu haben. Trotz dieser jüngsten Erfolge waren die Kämpfe in der Stadt weiterhin heftig, und die SDF sendete Verstärkungen in die Stadt. Pro-Oppositionsmedien berichteten, dass 300 Asayish-Mitglieder, die sich per Befehl der Schlacht anschließen sollten, sich weigerten und daraufhin verhaftet wurden.
Am Ende des 6. August überrannte die SDF in mehreren Teilen von Manbidsch die IS-Positionen, wodurch die Stadt fast vollständig unter ihre Kontrolle gebracht wurde. Dies führte zu einer Reihe von Falschmeldungen, dass die komplette Stadt nun erobert sei, obwohl immer noch heftig gekämpft wurde. Am wichtigsten war, dass der IS immer noch die Al-Sirb-Nachbarschaft und Teile des zentralen Marktes hielt, wo ein kleiner IS-Gegenangriff am selben Tag versagte. Am nächsten Tag behauptete die SDF, den zentralen Markt, sowie die Bazaar und Sheikh Eqîl Nachbarschaften erobert zu haben. Starke Kämpfe setzten sich für einige andere Teile des Stadtzentrums fort, wo IS-Kämpfer viele Zivilisten als Geisel genommen hatten, um sie als menschliche Schilde zu benutzen.

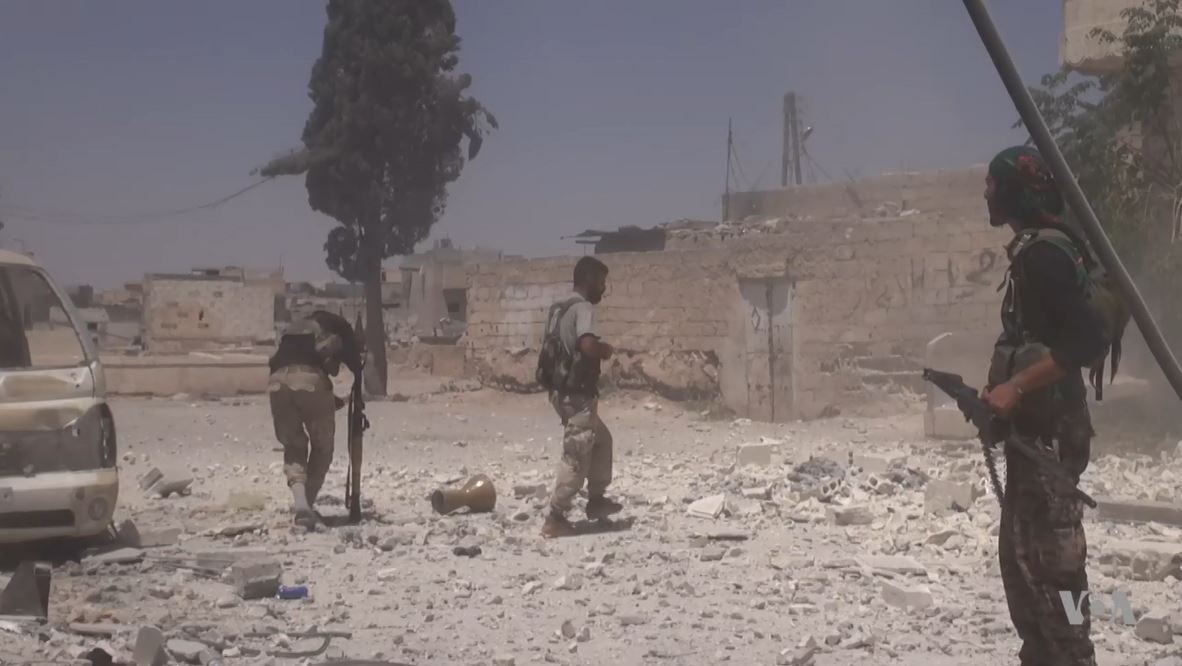
SDF-Kämpfer in Manbidsch

Am 8. August behauptete die SDF, sie hätten über 90 % des Stadtzentrums übernommen, wobei der IS vor allem auf eine kleine Tasche in der nördlichen Stadt beschränkt sei. Im Zuge ihres Rückzugs in die Nordtasche hatten IS-Kämpfer jedoch Zivilgeiseln mitgenommen. Aus diesem Grund bot die SDF einen neuen Deal in Form eines freien Übergangs aus der Stadt an, wenn die Militanten alle Zivilisten freisetzten. Die YPG gab auch bekannt, dass ein anderer fremder Freiwilliger, der ägyptische Badin al-Imam, während der Schlacht um Manbidsch getötet worden war.
Unterdessen wurde ein Treffen von Vertretern für mehr als sechzig lokale arabische Stämme mit der SDF und dem Stadtrat im Dorf Abu Abrus organisiert, um über die Zukunft der gesamten Manbidschregion nach dem IS zu diskutieren. Der Stadtrat von Manbidsch wünschte sich Manbidsch der Rojava-Föderation voll und ganz anzuschließen, wobei auch als Alternativen eine Selbstverwaltung oder völlige Unabhängigkeit von Rojava vorgetragen wurden. SDF-Funktionäre sagten, dass sich alle an der Verwaltung der Stadt beteiligen sollten, unabhängig davon, ob sie gegen oder für die SDF sind. Auf der anderen Seite behauptete SOHR, dass die SDF Araber aus dem Umland Manbidschs vertrieben habe; Die SDF-Führung verneinte dies, und sagte, dass die betroffenen Dörfer noch nicht von Minen geräumt und für eine Rückkehr der Einwohner freigegeben worden sind. Ein SDF-Offizieller argumentierte, dass „einige Zivilisten nach drei Tagen der Verdrängung bereits beschweren, dass sie nicht mehr in ihr Dorf zurückkehren können, was nicht realistisch ist und sie warten müssen.“
Am 9. August hielten IS-Kämpfer immer noch Teile des Kulturzentrums, des Emel-Krankenhauses, eines Hotels, der Sicherheitskreuzung, des Postamtes, des Al-Mûxeta-Marktes, der Al-Serab- und Al-Cura-Nachbarschaft, der Landwirtschaftsschule und des Jarablusstraße, die sie immer noch heftig verteidigte. Andere Taschen wie das Tetbekat-Gefängnis fielen an die SDF, während al-Masdar News schätzte, dass sich nur etwa 100 IS-Kämpfer, meist Scharfschützen, und ihre Familien in Manbidsch aufhielten. Nichtsdestoweniger hielten die wenigen verbleibenden IS-Kämpfer etwa 1.000 zivile Geiseln, was jegliche Luftangriffe und größere Angriffe für die Anti-IS-Koalition äußerst schwierig machten.
Am 10. August hatten sieben IS "inghimasi" Selbstmordattentäter und -kämpfer einen US-Außenposten in der Nähe der Tischrin-Talsperre angegriffen und versuchten, so viel Schaden wie möglich zu verursachen. Die pro-IS Amaq Nachrichtenagentur behauptete, dass mindestens 41 US-Soldaten und kurdische Kämpfer in den resultierenden Zusammenstößen, meistens durch Sprengstoffe, getötet wurden. Am selben Tag verkündigte die YPG den Tod des US-Freiwilligen Jordan MacTaggart im Verlauf der Kämpfe in Manbidsch.

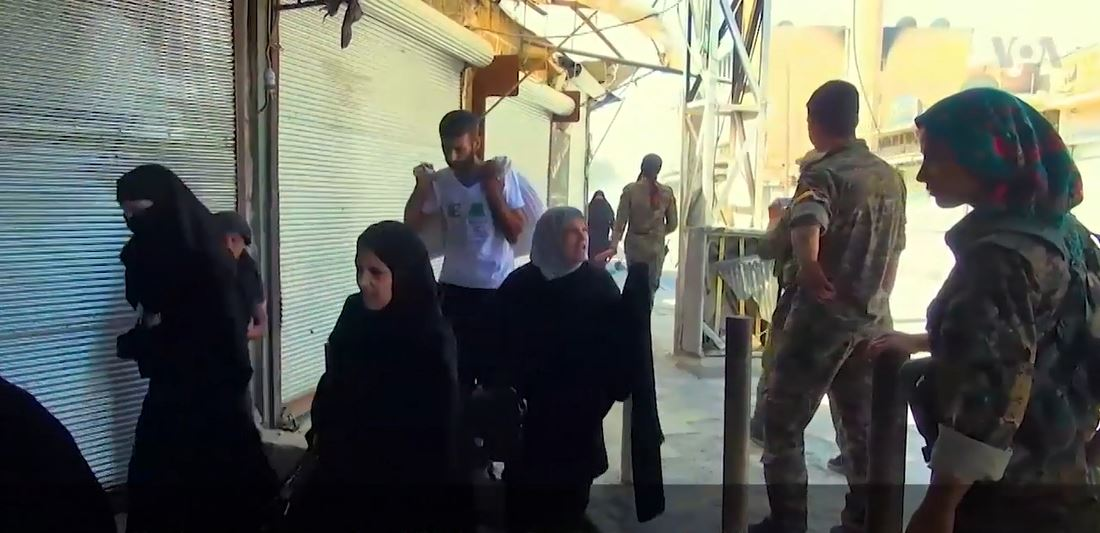
SDF-Kämpfer mit Zivilisten, die von der IS als Geiseln gehalten worden sind

Am 12. August kündigte die SDF an, dass sie einen letzten Angriff gestartet hätten, um die letzten IS-Widerstandsnester zu erobern. Die restlichen IS-Kräfte verließen Manbidsch später an diesem Tag mit etwa 500 Fahrzeuge Richtung Dscharabulus. Wie die IS-Streitkräfte unbehelligt abziehen konnten, wurde stark diskutiert. Das SOHR berichtete, dass ein geheimer Handel stattgefunden habe, wobei alle pro-IS-Streitkräfte friedlich nach der Freilassung der Geiseln abreisen dürfen. Die SDF-Führung anderseits behauptete, die IS-Streitkräfte hätten 2.000 Zivilisten als Menschenschilde mitgenommen, um nach Dscharabulus zu fliehen. Fars News berichtete über eine weitere Version der Ereignisse: Demnach gab es einen Handel, der den IS-Kämpfer ermöglichte die Stadt mit ihren zivilen Unterstützern verlassen konnten, aber sie hatten auch einige Zivilisten als Geiseln genommen, um zu verhindern, dass die Koalition ihren Konvoi bombardierte. Nachdem die IS-Kämpfer gegangen waren, erklärte die SDF die Stadt als vollständig eingenommen, und begann dann die Durchführung weitere Operationen im Umland.

### Weitergehende Offensive im Umland und Richtung Dscharabulus
Zwei Tage nach der Eroberung von Manbidschs wurde die Schaffung des Al-Bab-Militärrats für die geplante Offensive angekündigt, um Al-Bab der IS abzunehmen. Tausende von Vertriebenen begannen nun nach Manbidsch zurückzukehren, obwohl ein Großteil der Stadt zerstört war und noch viele IS-Minen und Sprengfallen übrig blieben. Außerdem gab es in der Stadt keine Elektrizität, fließendes Wasser oder medizinische Versorgung. Die SDF begann Verteidigungslinien in den äußeren Stadtvierteln anzulegen, um sich gegen mögliche IS-Angriffe zu verteidigen.
Am 15. August kündigte der Manbidsch-Militärrat an, dass es die Offensive fortsetzen werde, um die Landschaft südlich und nordöstlich von Manbidsch zu erobern. Am nächsten Tag eroberte die SDF drei Dörfer in der südwestlichen Landschaft von der IS. Am 18. und 19. August übernahm die SDF eine Reihe von Dörfern in der nördlichen, nordöstlichen und südlichen Landschaft. Bis zum 20. August hatte die SDF seit der Eroberung von Manbidschs 16 Dörfer eingenommen. Der Manbidsch-Militärrat veröffentlichte am 19. August eine Erklärung, dass die SDF die Kontrolle über Manbidsch an sie übergeben hat und ihre Kämpfer aus der Stadt abgezogen waren. An dieser Stelle erklärte die SDF, dass es ihnen gelungen sei, eine Verteidigungslinie gegen den IS nördlich des Flusses Sādschūr zu etablieren und ihre Offensive im Norden zu beenden. Infolgedessen begann die SDF ihre Offensive im südlichen Umland zu intensivieren und am 21. August Al-Kasra und ein anderes Dorf in der Region einzunehmen.
Obwohl die SDF das Ende ihrer Operationen nördlich von Manbidsch angekündigt hatten, erklärten drei SDF-Gruppen am 22. August die Bildung des Dscharabulus-Militärrats, um Dscharabulus vom IS zu nehmen. Der neue Rat hatte eine sehr negative Haltung gegenüber der Türkei, die die Ratsmitglieder für die Unterstützung der IS verantwortlich machten, und warnte „den türkischen Staat vor den drastischen Konsequenzen seiner aggressiven Handlungen gegen die syrischen Territorien und deren Komponenten, vor allem in unserer Region in Jarablos“. Nur wenige Stunden nach dieser Erklärung wurde der Führer des Rates Abdel Sattar al-Jader in al-Shyoukh an der Front des Sādschūr-Flusses von unbekannten Schützen ermordet. Al-Masdar News stellte fest, dass die Attentäter vielleicht Mitglieder der IS sein könnten, da al-Jabar in der Nähe der Front erschossen wurde. Am selben Tag eroberte die SDF 8 Dörfer südlich von Manbidsch, während die türkische Armee mit Haubitzen ungefähr 20 Runden Artillerieschläge auf SDF-Positionen in der Nähe von Manbidsch über die Grenze schoss, nachdem mehrere Geschosse aus Syrien in der Türkei einschlugen.
Am 24. August setzte sich die SDF ihren Vormarsch im Süden fort, indem sie eine kleine IS-Gegenoffensive abwehrte und ein anderes Dorf einnahm. Als die Türkei und mehrere türkisch unterstützte FSA-Gruppen ihre Offensive zur Einnahme von Dscharabulus von der IS starteten, seien angeblich 3.000 Zivilisten von dort in die von SDF kontrollierten Gebiete geflohen. US-Vizepräsident Joe Biden forderte am selben Tag, dass die YPG Manbidsch den arabischen SDF-Kräften übergeben und sich auf die östliche Seite des Euphrat zurückziehen sollte. Das YPG weigerte sich zunächst zurückzuziehen, während der Dscharabulus-Militärrat erklärte, dass sie ihre Heimatstadt nicht den türkisch unterstützten Rebellengruppen abgeben würden, die sie als "nicht anders als ISIS" betrachteten. Folglich versuchten die türkisch unterstützte FSA-Einheiten gewaltsam in das von der SDF gehaltene Dorf Amarinah einzudringen, wo sie mit Widerstand konfrontiert waren und schließlich von der SDF vertrieben wurden. Außenminister John Kerry versicherte dem türkischen Außenminister Mevlüt Çavuşoğlu am 25. August, dass die SDF angefangen habe, sich auf die östliche Seite des Euphrat zurückzuziehen. Ein Sprecher der Koalition verkündete später, dass die SDF sich über den Fluss Euphrat zurückgezogen hatte, um sich auf eine Offensive auf ar-Raqqa vorzubereiten. Die YPG verkündigte später, dass sie sich östlich des Euphrat zurückgezogen hatte und sagte, dass alle militärischen Befehlsgewalt zusammen mit allen von der YPG gehaltenen Positionen an den Manbidsch-Militärrat übergeben wurden.
Unterdessen setzten die SDF-Einheiten ihre Offensive gegen den IS fort, als sie die Kontrolle über sieben Dörfer südlich von Dscharabulus übernahmen, bevor die türkisch-unterstützten Rebellen sie abfangen konnten. Am 26. und 27. August eroberte die SDF mehrere Dörfer vom IS südlich der Tischrin-Talsperre, wobei der Manbidsch-Militärrat später erklärte, dass er seine Kräfte nach Norden schicken würde, um den Dscharabulus-Militärrat in seinem Kampf gegen die Türkei und die türkisch unterstützten Rebellen zu helfen.

## Auswirkungen
Als die türkisch unterstützten Rebellen die SDF-Positionen in der Nähe von Dscharabulus überrannten, nutzte der IS diese Kämpfe aus, um einen Gegenangriff in der südlichen Gegend zu starten und am 29. August das Dorf Huthan wieder einzunehmen. Am 3. September schlugen die YPG und YPJ einen Angriff auf das Dorf Til Osman zwölf Kilometer südöstlich des Tischrin-Staudammes zurück, und erbeuteten mehrere Kleinwaffen und Munition, nachdem sie drei IS-Kämpfer getötet und zwei davon gefangen hatten. Am 10. September starteten die IS-Streitkräfte einen weiteren Gegenangriff, der darauf abzielte, die Dörfer Khan al-Homr und Tal Aswad zu erobern. Dieser wurde mit geringen Verlusten für die YPG zurückgeschlagen.